# Bruntridactylus
Bruntridactylus is een geslacht van rechtvleugeligen uit de familie Tridactylidae. De wetenschappelijke naam van dit geslacht is voor het eerst geldig gepubliceerd in 1979 door Günther.

## Soorten
Het geslacht Bruntridactylus omvat de volgende soorten:
- Bruntridactylus apicedentatus Chopard, 1934
- Bruntridactylus blackithi Günther, 1991
- Bruntridactylus brunneri Saussure, 1896
- Bruntridactylus centralafricanus Günther, 1991
- Bruntridactylus formosanus Shiraki, 1930
- Bruntridactylus hannemanni Günther, 1991
- Bruntridactylus irremipes Uvarov, 1934
- Bruntridactylus katangensis Günther, 1995
- Bruntridactylus latihamatus Günther, 1991
- Bruntridactylus mocambicus Günther, 1991
- Bruntridactylus saussurei Chopard, 1933
- Bruntridactylus tartarus Saussure, 1874